# Parc Natural Regional del Pirineu Català

Logotip del parc natural.

El Parc Natural Regional del Pirineu Català (en francès Parc naturel régional des Pyrénées catalanes) és un parc natural situat a la Catalunya del Nord. Creat el 5 de març del 2004, fou el primer parc natural regional de França situat a la serralada pirinenca.
S'estén per 139.000 hectàrees de 66 comunes de la Catalunya del Nord, al departament francès dels Pirineus Orientals. Es distribueix entre les comarques de l'Alta Cerdanya, el Capcir i el Conflent (bàsicament l'Alt Conflent i les Garrotxes).
La seva altitud varia entre els 300 msnm de Vilafranca de Conflent i els 2.922 del Pic Carlit, cosa que garanteix una gran diversitat natural a causa de la gran varietat de microclimes. També reagrupa altres muntanyes destacades, com les del Massís del Canigó, les del Massís del Carlit i els Puigmal, a la carena axial dels Pirineus, grans llacs com els de la Bollosa, Lanós, Matamala o Puigbalador i atraccions turístiques com el tren Groc, els monestirs de Cuixà i de Sant Martí del Canigó o els espais declarats patrimoni mundial de la UNESCO de les fortaleses de Vauban, de Montlluís i de Vilafranca de Conflent.
És, a més, una de les zones més freqüentades pels excursionistes de diferents modalitats (a peu, amb bicicleta de muntanya, amb esquís, amb raquetes de neu...). Igualment, cal comptar-hi cinc zones termals o amb fonts d'aigües calentes (Dorres, Fontpedrosa, Llo, Molig i Vernet), i sis estacions d'esquí (Els Angles, Espai Cambra d'Ase, Font-romeu, Coll de la Llosa, Puigbalador, Coll de la Quillana, la Quillana i Portè - Pimorenc).
Els boscs, principalment de pi negre, omplen el 50% de la seua superfície. La fauna i la flora estan influenciades pel clima de característiques mediterrànies i de muntanya.

## Comunes pertanyents al Parc
| - Alta Cerdanya - Angostrina i Vilanova de les Escaldes - Bolquera - Dorres - Èguet - Eina - Enveig - Er - Estavar - Font-romeu, Odelló i Vià - La Guingueta d'Ix - Llo - Naüja - Oceja - Palau de Cerdanya - Porta - Portè - Sallagosa - Santa Llocaia - Targasona - La Tor de Querol - Ur - Vallcebollera | - Capcir - Els Angles - Font-rabiosa - Formiguera - Matamala - Puigbalador - Real - Conflent - Aiguatèbia i Talau - La Cabanassa - Campome - Canavelles - Castell de Vernet - Catllà - Caudiers de Conflent - Censà - Conat - Cornellà de Conflent - Escaró - Fillols - Fontpedrosa - Fullà - Jújols | - - La Llaguna - Mentet - Molig - Montlluís - Mosset - Noedes - Nyer - Oleta - Orbanyà - Orellà - Pi de Conflent - Planès - Ralleu - Rià i Cirac - Sant Pere dels Forcats - Saorra - Sautó - Serdinyà - Soanyes - Taurinyà - Toès i Entrevalls - Vernet - Vilafranca de Conflent |

## Reserves naturals incloses en el Parc
| - Reserva natural nacional de Conat - Reserva natural nacional de Jújols - Reserva natural nacional de Mentet - Reserva natural nacional de Pi de Conflent | - Reserva natural nacional de Noedes - Reserva natural regional de Nyer - Reserva natural nacional de la Vall d'Eina |